# Francesco Alighieri
Francesco di Alighiero degli Alighieri (Firenze, prima del 1279 – dopo del marzo 1352 e prima del settembre 1353) è stato un imprenditore italiano, fratellastro di Dante.

## Biografia
Nacque da Alighiero Alighieri e dalla seconda moglie di questi, Lapa di Chiarissimo Cialuffi. L'anno della sua nascita è sconosciuto e controverso, dal momento che si ignora tanto la data di morte della prima moglie del padre, Bella degli Abati, quanto la data delle sue seconde nozze. Si può presumere che sia nato negli anni settanta, poiché egli aveva almeno 18 anni nel 1297, anno nel quale un documento attesta che egli, insieme con Dante, ottenne un mutuo. Nel medesimo anno si sposò con Piera di Donato Brunacci da cui ebbe i figli Durante, Ionia e Martinella. Dovette essere stato bandito da Firenze ma, diversamente da Dante, per pochi anni: nel 1309 risiedeva infatti a Ripoli, presso Firenze, dove aveva stabilito la propria residenza dopo che la casa paterna era stata semidistrutta dagli avversari politici degli Alighieri; del resto, Francesco non sembra essersi occupato di politica. Della sua relazione con il fratellastro Dante (il quale non lo cita mai nelle sue opere letterarie) si ricorda il prestito di 12 fiorini d'oro che Francesco contrasse ad Arezzo nel 1304 per sovvenire ai bisogni del poeta, ormai in esilio.
Nel 1332 i beni paterni, rimasti fino ad allora comuni tra i figli di Dante, Pietro e Jacopo, e Francesco, furono divisi e a Francesco toccarono le proprietà terriere, ed egli visse col guadagno derivantegli dall'agricoltura e dell'allevamento del bestiame.
Risulta ancora che egli stipulò a Firenze, il 10 ottobre del 1342, un accordo di pace con la famiglia dei Sacchetti, dopo che tra questa e gli Alighieri era corsa una faida, culminata con l'assassinio di un suo cugino, Geri Alighieri, e con la vendetta fatta da un suo nipote. Due documenti attestano che Francesco era ancora in vita il 24 marzo 1352, mentre era già morto nel settembre dell'anno successivo.